# Sevec
Sevec je naselje v Občini Slovenska Bistrica.